# 사쓰키와 메이의 집

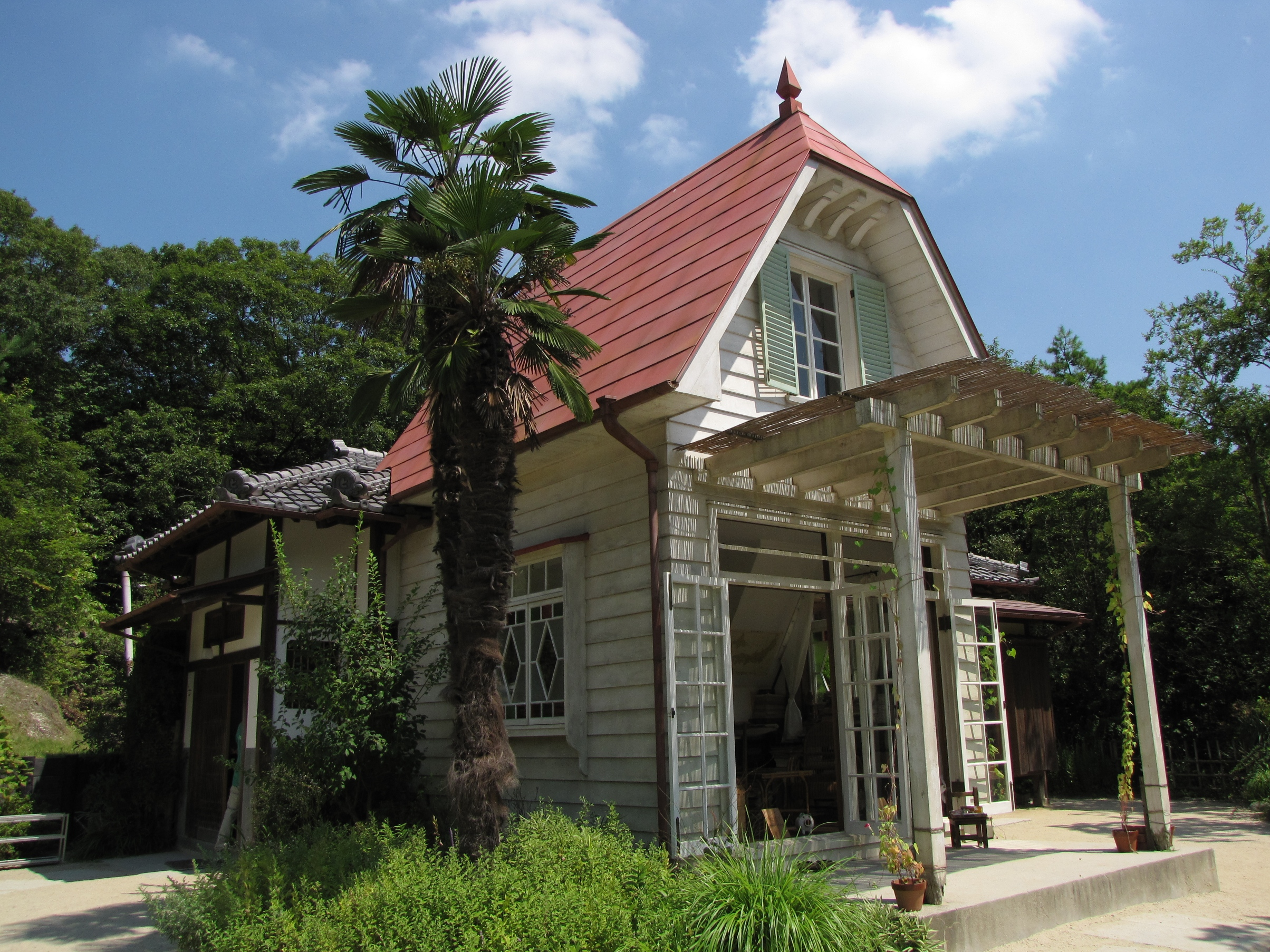
사츠키와 메이의 집

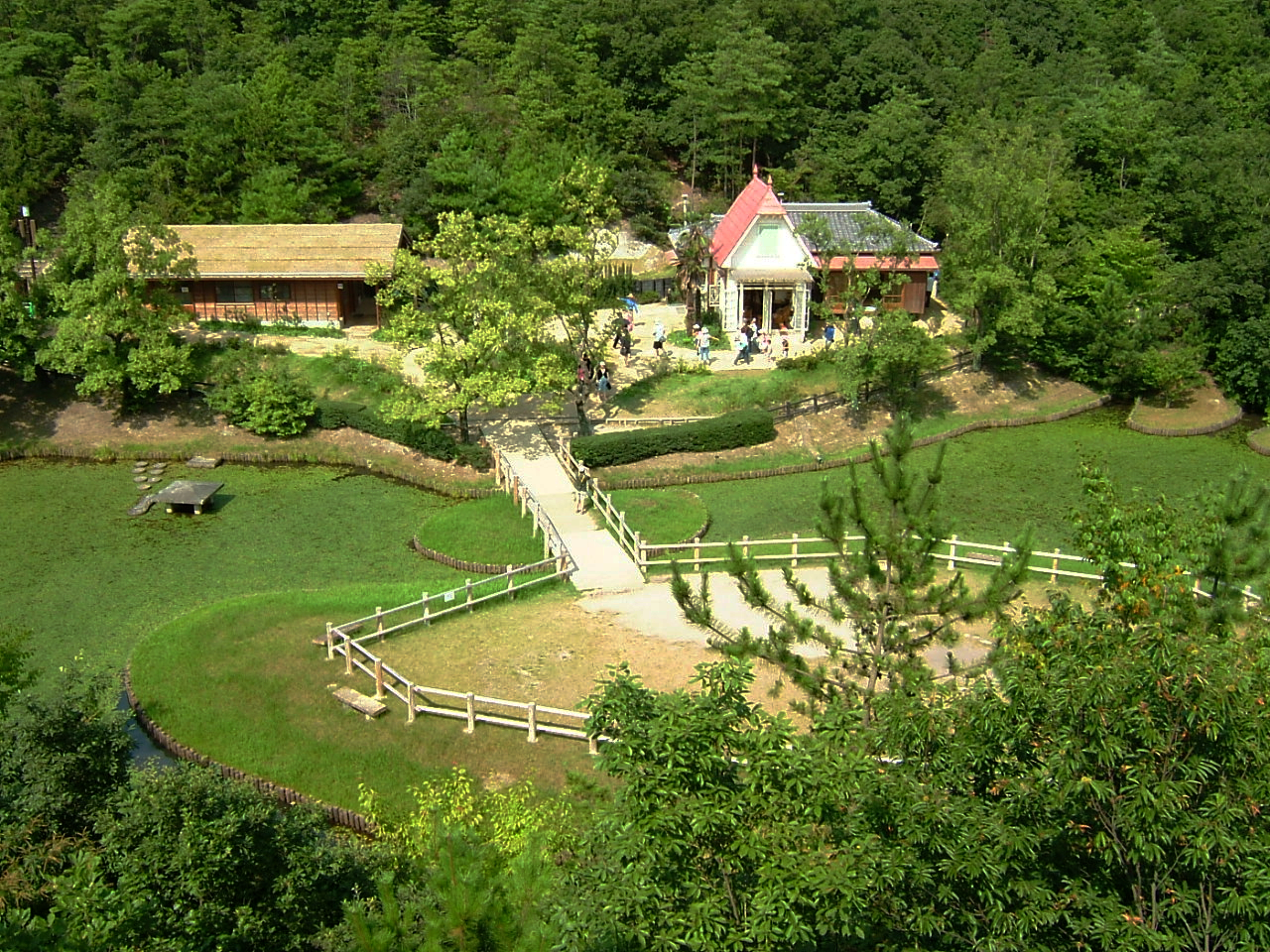
관리동·버스 정류장을 포함한 전경

사츠키와 메이의 집(サツキとメイの家,さつきとめいのいえ)은 아이치현 나가쿠테시 사랑·지구 박람회 기념 공원 내에 있는 전시 시설이다.
2005년에 개최된 2005년 세계 박람회(아이치 만박)에서 가장 인기가 있던 파빌리온 중 하나이다. 미야자키 하야오 감독의 애니메이션 영화 《이웃집 토토로》에 등장하는 1950년대 후반의 구사카베 사쓰키·메이 자매가 사는 구사카베가(家)의 집을 재현한 것이다. 극중에서는 1958년으로 설정되어 있지만,이 사쓰키와 메이의 집은 엄마가 퇴원해 구사카베 일가가 즐겁게 사는 극중 일 년 후(1959년)으로 설정되어 있다.
일본의 전통적인 가옥에 서양식의 2층 건물이 증축된 배치가 특징으로,구조부터 마무리 부재까지 모두에 대해 진짜 당시의 집의 기법에 따라 건축되었다. 다만, 영화 안에서의 상태를 재현하기 위해 목재 등에는 세월이 지난 썬탠장의 처리를 더해 구사카베 가가 살고 있는 상태를 상정한 소도구도 각부에 배치되어 있다. 엽서에 의한 사전 예약이 필요했던 각 파빌리온 중에서도 경쟁률이 높았다. 예약권이 넷 옥션으로 고가로 판매된 적도 있었다. 회기 중에 내부의 비품이 부서지는 등의 피해도 있었다.
폐막 후는 아이치현에 기증되어 폐막 후 5년 동안은 남길 예정. 관람에는 기본적으로는 엽서에 의한 사전 응모가 필요하다. 관람료는 30분 500엔·소인 반액(2009년 12월 현재). 다만,2009년 12월 현재 대부분의 날이 비어 있어 당일 예약·당일 접수를 실시하고 있는 날이 많다. 당일 예약은 아침 8시 30분부터 예약을 받는다. 덧붙여 휴관일도 존재하기 때문에 주의가 필요하다. 내부의 견학을 15분, 외관의 견학을 15분,총 30분만 견학을 할 수 있지만, 집안의 촬영은 금지되어 외관만 촬영을 할 수 있다. 장애인을 보호하는 특수동물 외에는 애완동물의 동반도 할 수 없다.

## 전통 공법과 애니메이션의 결합
이 집은 단순한 애니메이션의 테마파크적인 재현이 아니고,전통적인 목조주택의 기법으로 따른 집으로서 성실하게 지어졌다. 이 때문에 목욕탕 등도 사용할 수 있다. 애니메이션의 재현이라고 하는 측면에서는 미야자키 하야오의 장남 미야자키 고로가 전체의 감수에 관련되었다.
- 1935년경에 만들어진,지어진지 25년 정도의 집으로 설정.
- 1층:28.5평,2층(지붕 밑):4.3평.
- 일본식 방×3,양실×1,지붕 밑×1,부엌,목욕탕,변소 있음.
- 목재는 세월을 거친 상태를 표현하였다.
- 기와는 하나 하나 손수 굽기. 굳이 얼룩을 강조하거나 자리 등 다해를 갖게하고,세월을 거친 상태를 표현하였다. 일반적으로는 가문 등이 들어가는 귀와 부분에는 「이웃집 토토로」에 따온 「と(토)」라는 한 글자가 들어가 있다.
- 부엌과 옥외의 2개소에 펌프가 있지만,부엌의 것은 비교적 상태가 좋고,옥외의 것은 잔뜩 녹슨 외관이 되어있다.
- 유리창은 현대의 기술에서는 너무 깨끗이 완성되기 때문에,해체되는 건물 등에서 모아 얼룩짐이 있는 유리를 사용하였다.
- 목욕탕솥은 현재에도 제조하고 있는 업자를 찾아 조달했다.
- 목욕탕이나 부엌 타일 큰 것(약 10.8 cm)는 한 장 한 장을 손수 굽기. 작은 것( 약 2.4 cm사방)는 INAX 특주품.

## 같이 보기
- 2005년 세계 박람회
- 이웃집 토토로
- 미야자키 하야오